# SIAI Marchetti
Pour les articles homonymes, voir Marchetti.

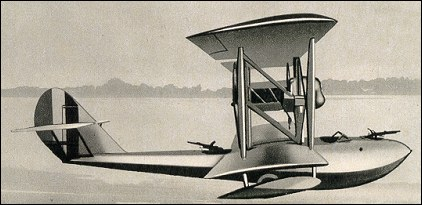
Un schéma de Savoia-Marchetti SM.62

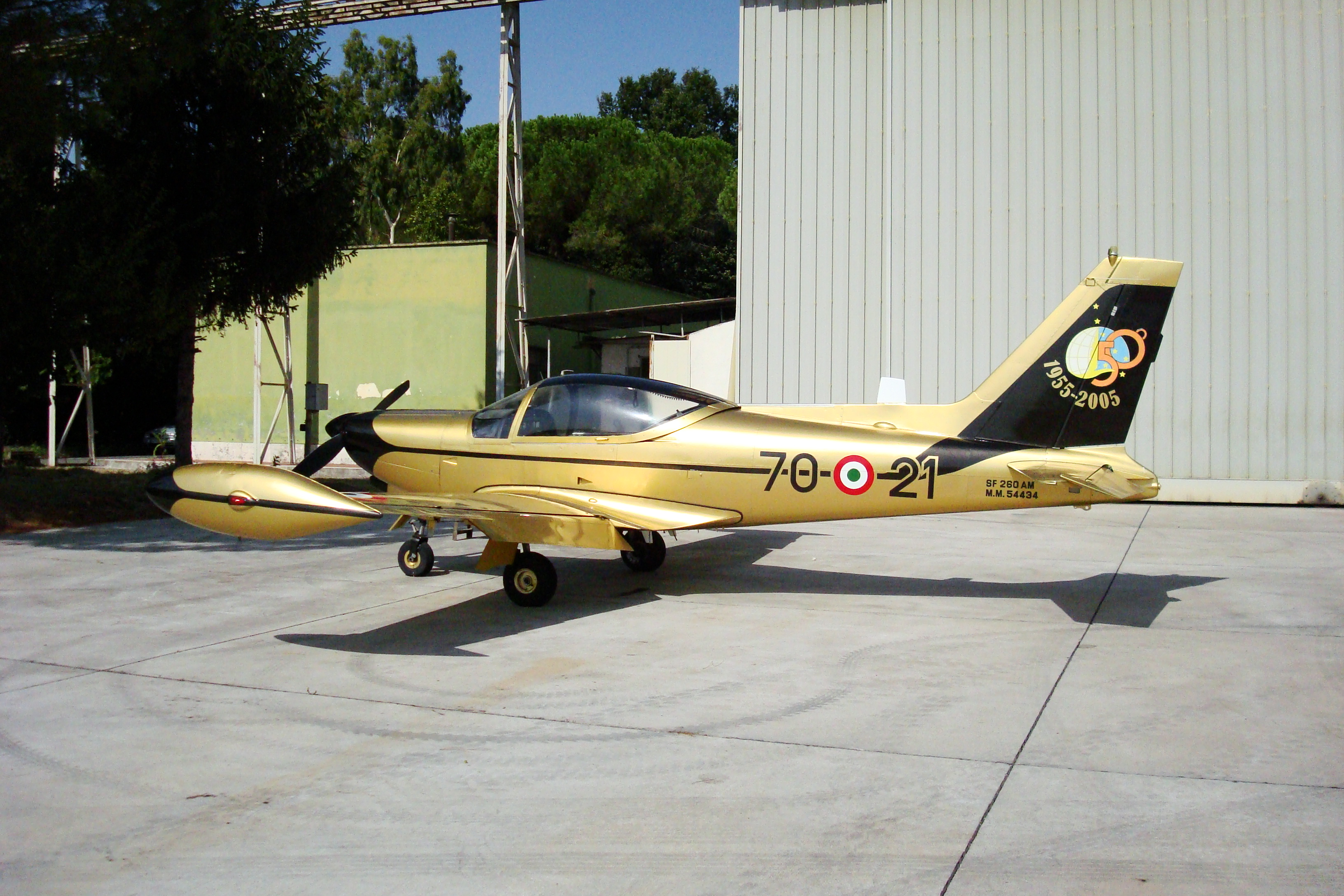
Avion d'or de l'armée de l'air italienne. Couleur spéciale du SF260AM pour célébrer les 50 ans du 70e Stormo de l'Aeronautica Militare Italiana

SIAI-Marchetti était une société italienne de construction aéronautique qui a connu ses heures de gloire durant les années 1920 à 1940 sous le nom de Savoia-Marchetti. Elle a été intégrée en 1997 dans le groupe public italien d'aviation Aermacchi du groupe Finmeccanica.

## Histoire

### Les origines
La SIAI (Società Idrovolanti Alta Italia) a été fondée le 12 août 1915 à Milan, en Italie par deux entrepreneurs, Laurent-Dominique Santoni et Luigi Capè. 
Santoni avait fondé, en 1913, la Società Anonima Costruzioni Aeronautiche Savoia, une entreprise dont la spécialité était la construction d'hydravions civils, une des premières entreprises mondiales dans ce secteur.
Voulant développer son entreprise et recherchant des capitaux, il s'associe avec Luigi Capè en apportant sa société qui servira de base à la nouvelle entreprise SIAI. 
La direction opérationnelle de l'entreprise est confiée à l'ingénieur Raffaele Conflenti, un très grand ingénieur aéronautique italien, concepteur de nombreux appareils civils et militaires. En 1920, la SIAI absorbe complètement la société "Anonima Costruzioni Aeronautiche Savoia" et en 1921, Raffaele Conflenti est nommé Directeur technique de la société française Chantiers aéro-maritimes de la Seine, une entreprise française créée en 1920 qui importait les modèles italiens de la société "Anonima Costruzione Aeronautiche Savoia" et qui, en parallèle, assemblait sous licence les modèles SIAI S.9, S.13 et S.16. Elle voulait alors produire directement un premier modèle sous licence italienne, le CAMS 30E. La société française a été nationalisée le 1er février 1937 et a continué la production des avions italiens sous son nom sans reverser les royalties.

### L'arrivée d'Alessandro Marchetti
Ingénieur de formation, fils et petit-fils d'ingénieurs, Alessandro Marchetti fut recruté par la société SIAI en 1922 comme chef de projets. Il réalisera les plus réputés des appareils de la marque comme les Savoia-Marchetti S.55 et SM.79, certainement le meilleur avion bombardier italien de la Seconde Guerre mondiale.   
Alors qu'Alessandro Marchetti travaillait encore chez le constructeur italien Vickers Terni à La Spezia, il avait développé un prototype d'avion de chasse biplan breveté sous le nom de Marchetti MVT (Marchetti Vickers-Terni) ne fut jamais accepté par son employeur. Cet avion deviendra le SIAI S.50, le premier avion terrestre de la marque.
Dès l'apparition des premiers avions conçus par Alessandro Marchetti, le nom Savoia-Marchetti était souvent utilisé pour désigner la société. En réalité, l'ajout du nom Marchetti ne sera officielle qu'en 1937. À l'époque, il était d'usage de renommer les avions en y ajoutant le nom du concepteur, notamment lorsque c'était un personnage illustre de la profession.
Durant toutes les années 1920 et 1930, les hydravions SIAI (ou SIAI-Marchetti) ont dominé la production mondiale. La société disposait de filiales dans de très nombreux pays comme les États-Unis, Russie, Roumanie, Brésil, Belgique, Espagne, Suède, Turquie et la France.

### L'essor avec les avions
C'est à partir du milieu des années 1930 que la société se développe de manière très importante avec l'arrivée des premiers avions, conçus sous la responsabilité d'Alessandro Marchetti. Le premier d'entre eux fut le Savoia-Marchetti SM.79, dont le vol inaugural eut lieu en 1934, qui fut reconnu comme ayant des caractéristiques exceptionnelles au point que le constructeur dû en co-traiter la fabrication sous licence à deux entreprises concurrentes, Officine Meccaniche Reggiane du groupe Caproni et Aeronautica Umbra du groupe Aermacchi afin de satisfaire aux innombrables commandes.
Peu avant la fin de la Seconde Guerre mondiale, en 1944, la société abandonne la référence à la monarchie dans sa raison sociale, supprime Savoia, et reprend son ancienne dénomination SIAI mais l'acronyme devient Società Italiana Aeroplani Idrovolanti en lieu et place de "Società Idrovolanti Alta Italia". Cette raison sociale a été conservée jusqu'en 1981.

### Les années d'après guerre
Les années d'après guerre ne furent pas faciles pour la société SIAI-Marchetti, comme pour beaucoup d'autres entreprises industrielles qui avaient participé à l'effort de guerre. En 1946, à l'image du groupe Caproni, SIAI-Marchetti tenta de se diversifier et dans les engins de transport terrestres. Elle se lança dans la production de motos avec des moteurs à deux temps et distributeur rotatif Garelli. Ces engins sont d'une importance capitale pour la société et dans le secteur de la moto car ce sont les premières au monde équipées d'un moteur avec une alimentation à distributeur rotatif.
En 1951, la société vivait une période des plus difficiles au point de risquer la faillite, évitée de justesse mais dû réduire de façon drastique sa production et ne reprit son activité normale qu'en 1953.

### La reprise des années 1960
La société ne connaitra un nouvel essor qu'au milieu des années 1960 avec un avion révolutionnaire, le SIAI Marchetti SF.260, un avion école qui sera la référence en la matière et largement utilisé pour l'entrainement des pilotes civils et militaires de très nombreux pays. 900 exemplaires furent commercialisés sous la marque SIAI-Marchetti dans 39 pays. La production de cet avion continue encore en 2010, a évolué et a été rebaptisé Aermacchi S.260.
En 1968, la société italienne d'aéronautique et d'hélicoptères Agusta entre au capital de SIAI-Marchetti à hauteur de 30 % et portera sa participation à 60 % en 1973. L'usine SIAI-Marchetti de Vergiate fut dès lors partiellement restructurée pour y fabriquer des hélicoptères Agusta A.109, Bell, CH.47 et HH.3F dont Agusta détenait les licences de fabrication.
En 1973, à la suite du décès du fils du fondateur d'Agusta, Domenico Agusta, qui avait succédé à son père en 1927, la société est reprise par le groupe public italien EFIM.
Quelques années plus tard, le 10 avril 1981, l'avion d'entrainement SIAI Marchetti S.211 effectuait son premier vol. Cet avion biplace d’entrainement militaire et d’appui tactique à réaction italien sera le dernier à être conçu par la société SIAI-Marchetti. Malgré ses caractéristiques exceptionnelles, les 67 commandes notamment étrangères de Singapour, des Philippines et Haïti qui avaient négocié un assemblage local de 80 % des appareils, l'avion a été concurrencé par le Pilatus PC-9 soutenu par de nombreux avantages financiers accordés au constructeur suisse.

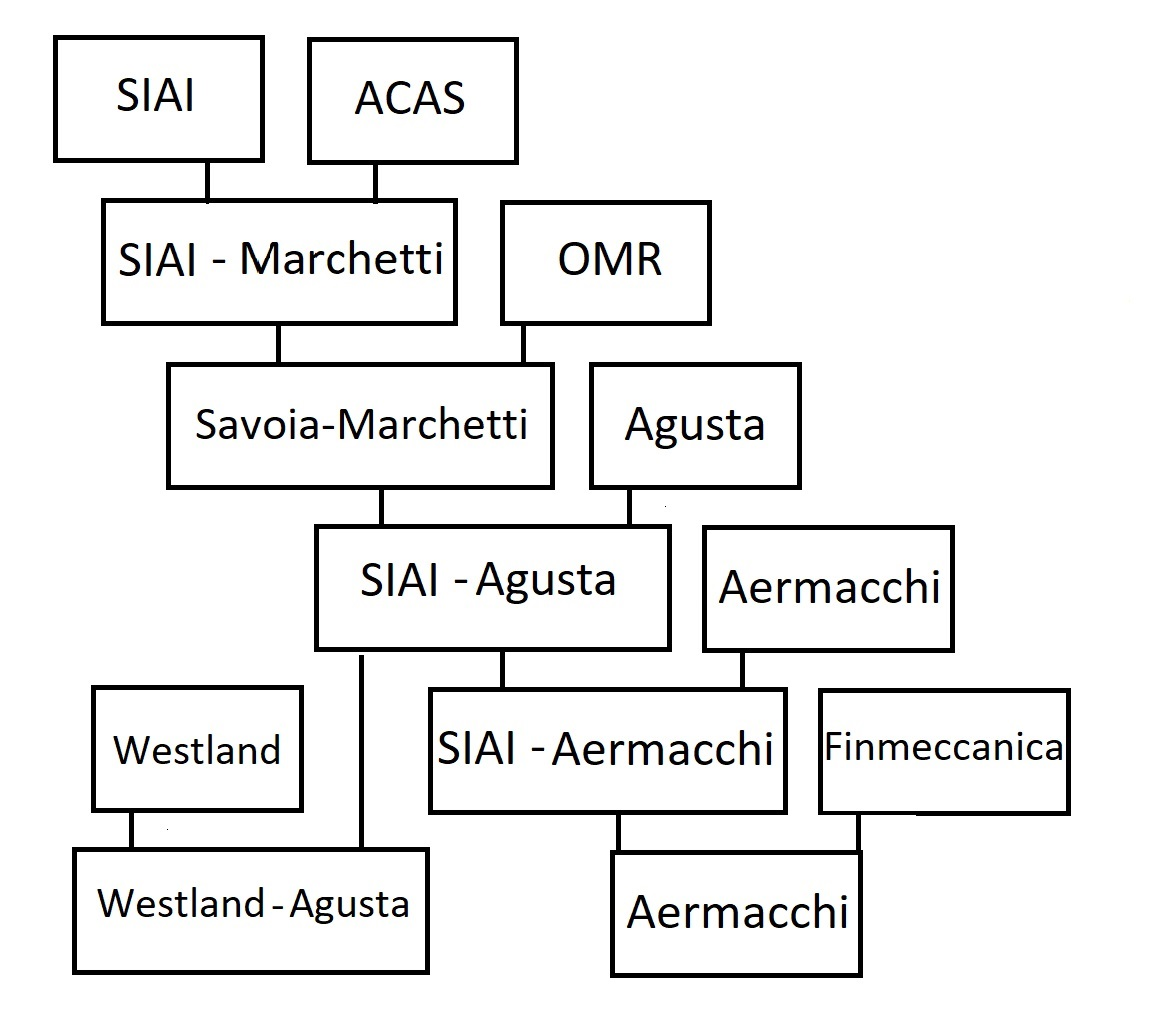
Concentration des entreprises italiennes œuvrant dans le domaine de l'aéronautique

En 1983, Agusta rachète la totalité de la société SIAI-Marchetti qui devient la division aviation du groupe. En 1997, dans le cadre du regroupement des activités aéronautiques des entreprises publiques italiennes, la société SIAI-Marchetti est intégrée dans Aermacchi et le nom disparait. Les usines seront transférées à Agusta. Actuellement, Aermacchi qui a été absorbé par Finmeccanica poursuit la production de la dernière version actualisée du fameux SF.260 et continue le développement du S.211, sous l'appellation Aermacchi M-311 / M-345.
En 2006, l'usine historique de Sesto Calende dans la province de Varèse au nord de Milan a rouvert ses portes grâce à AgustaWestland qui en a fait une académie "Training Academy", où sont formés les nouveaux ingénieurs de la société et les pilotes sont formés sur des simulateurs de vol d'avant garde.

## Produits

### Hydravions
- SIAI S.8
- SIAI S.9
- SIAI S.12
- SIAI S.13
- SIAI S.16
- SIAI S.17
- SIAI S.19
- SIAI S.21
- SIAI S.22
- SIAI S.22
- SIAI S.51
- SIAI S.53
- Savoia-Marchetti S.55
- Savoia-Marchetti S.56
- Savoia-Marchetti S.57
- Savoia-Marchetti S.58
- Savoia-Marchetti S.59
- Savoia-Marchetti S.62
- Savoia-Marchetti S.63 Prototype (1927)
- Savoia-Marchetti S.65
- Savoia-Marchetti S.66
- SIAI S.67
- Savoia-Marchetti SM.77
- Savoia-Marchetti S.78
- Savoia-Marchetti SM.87

### Avions
- SIAI S.50 - 1922 dérivé du prototype Marchetti MVT (1919)
- SIAI S.52
- Savoia-Marchetti S.64
- Savoia-Marchetti S.71
- Savoia-Marchetti S.72
- Savoia-Marchetti S.73
- Savoia-Marchetti S.74
- Savoia-Marchetti SM.75
- Savoia-Marchetti SM.76
- Savoia-Marchetti SM.79 Sparviero
- Savoia-Marchetti SM.80
- Savoia-Marchetti SM.81 Pipistrello
- Savoia-Marchetti SM.82
- Savoia-Marchetti SM.83
- Savoia-Marchetti SM.84
- Savoia-Marchetti SM.85
- Savoia-Marchetti SM.86
- Savoia-Marchetti SM.88
- Savoia-Marchetti SM.89
- Savoia-Marchetti SM.90
- Savoia-Marchetti SM.91
- Savoia-Marchetti SM.92
- Savoia-Marchetti SM.93 prototype de bombardier en piqué monomoteur (1944)
- Savoia-Marchetti SM.95 quadrimoteur de transport (1943)
- SIAI Marchetti S.101
- SIAI Marchetti S.102
- SIAI Marchetti S.133
- SIAI Marchetti S.1019
- SIAI Marchetti FN.333 Riviera prototype monomoteur amphibie 4 places (1952)
- SIAI Marchetti F.260 monomoteur d'entraînement militaire (1964)
- SIAI-Marchetti SF600 Canguro bimoteur de transport léger (1981)
- SIAI Marchetti S.205 monomoteur école (1965)
- SIAI Marchetti S.208
- SIAI Marchetti S.202 (1967)
- SIAI Marchetti S.210 bimoteur de tourisme 6 places (1970)
- SIAI Marchetti S.211 (1981)
- SIAI Marchetti S-700 Étude bimoteur amphibie 12 places (1982)